# Харлинсон Пантано
Харлинсон Пантано (шп. Jarlinson Pantano; 19. новембар 1988) бивши је колумбијски професионални бициклиста у периоду од 2011. до 2019. године. Каријеру је завршио у јуну 2019, након што је оптужен за допинг и суспендован од стране Свјетске бициклистичке уније, а након тога суспендован и од стране тима Трек Сегафредо.

## Јуниорска каријера
Пантано је јуниорску каријеру почео 2003. године у локалном тиму у Колумбији. Прве године је освојио друго место на националном првенству на траци, а 2005. је освојио треће место. 2008. године је завршио на петом месту на трци Исар и на седмом месту на трци Тур Авенир. 2009. је завршио на осмом месту на трци у Маљорци, а затим је забележио прву победу, освојио је пету етапу на трци десет нација за возаче до 23 године, у Квебеку.
2010. је завршио на четвртом месту на трци у Маљорци и на трећем месту на Тур Авенир трци.

## Професионална каријера

### Почетак каријере
Пантано је професионалну каријеру почео 2011. године, у тиму Кафе де Колумбија. Прве године остварио је победу на седмој етапи Вуелта а Колумбије. 2012. године, најбољи резултат било му је 20 место на трци у Ломбардији. Победу није остварио ни наредне три године, а 2013. возио је свој први гранд тур, Ђиро д’Италију и завршио је на 46 месту у генералном пласману.
2014. године, освојио је два седма места, у Лугану и на трци Рома—Максима. Ђиро д’Италију завршио је на 32 месту.

### 2015
2015. године, прешао је у швајцарски тим Иам Сајклинг. Сезону је почео деветим местом на Тур даун андер трци, а затим је завршио на 11 месту на Вуелта а Каталуња трци. Пантано је возио и Критеријум ди Дофине и завршио га је на 72 месту. Након Дофинеа, возио је Тур де Франс по први пут. Пантано је најближи победи био на етапи 16, али је завршио на трећем месту. Тур је завршио на 19 месту у генералном пласману. На националним играма у Колумбији, освојио је четврто место.

### 2016
2016. године, коначно је успио да побиједи, освојио је трку Калдас у Колумбији. На трци Волта ао Алгарве, завршио је на осмом месту. На седмој етапи Вуелта а Каталуње освојио је треће место, а у генералном пласману, завршио је на 16 месту. На Тур де Свис трци показао је добру форму, освојио је једну етапу и четврто место у генералном пласману и изабран је опет у тим за Тур де Франс. Пантано је на Туру возио веома агресивно и успио је да победи на етапи 15, на гран Колумбијеу, гдје је победио у спринту Рафала Мајку. Пантано је наставио са добрим вожњама и до краја је забележио и два друга места на етапама. На крају, завршио је Тур на 19 месту. Захваљујући добрим наступима на Туру, изабран је у састав Колумбије за Олимпијске игре 2016. у Рио де Жанеиру, као замена за Наира Кинтану. Пантано је на почетку трке отишао у бег, са још шест возача, али су ухваћени у другом делу трке и Пантано је одустао.